# Argentina na Zimních olympijských hrách 2014
Argentina se účastnila ZOH 2014, měla zastoupení ve 2 sportech.

## Alpské lyžování

### Muži
Sebastiano Gastaldi
- slalom

Jorge Birkner
- superobří slalom 49. místo
- obří slalom 40. místo

Cristian Birkner
- superkombinace 29. místo
- superobří slalom 47. místo
- obří slalom 40. místo
- slalom

### Ženy
Salomé Báncora
- obří slalom 47. místo
- slalom 25. místo

Macarena Birkner
- sjezd 32. místo
- superobří slalom 26. místo
- superkombinace 20. místo
- obří slalom 39. místo
- slalom 27. místo

## Běh na lyžích
Federico Cichero
- 15 km klasickou technikou 83. místo